# Acalolepta wittmeri
Acalolepta wittmeri là một loài bọ cánh cứng trong họ Cerambycidae.